# Poursuite par équipes masculine aux Jeux olympiques d'été de 2012
Navigation
Pékin 2008 Rio de Janeiro 2016
La poursuite par équipes masculine, épreuve de cyclisme sur piste des Jeux olympiques d'été de 2012, a lieu les 2 et 3 août 2012 sur le vélodrome de Londres.
La médaille d'or revient au Royaume-Uni, la médaille d'argent à l'Australie et la médaille de bronze à la Nouvelle-Zélande.

## Format de la compétition
Les dispositions particulières aux Jeux olympiques sont détaillées dans l'article 3.2.085 du règlement de l'UCI.
Dix équipes de quatre coureurs prennent part à cette épreuve.
Qualifications
Les équipes réalisant les huit meilleurs temps sont qualifiées pour le premier tour.
Premier tour
Les équipes sont appariées de la façon suivante en fonction de leur classement en qualifications : 6e-7e, 5e-8e, 2e-3e et 1re-4e.
Finale
Elle oppose les vainqueurs des confrontations 2e-3e et 1re-4e du premier tour.
Finales de classement
Les six équipes ayant participé au premier tour et n'étant pas qualifiées pour la finale disputent les trois finales de classement en fonction du temps qu'elles ont réalisé lors du premier tour : les deux meilleures se rencontrent pour la 3e place, les deux suivantes pour la 5e et les deux dernières pour la 7e.

## Programme
Tous les temps correspondent à l'UTC+1
| Date                 | Horaire | Manche         |
| -------------------- | ------- | -------------- |
| Jeudi 2 août 2012    | 16 h 42 | Qualifications |
| Vendredi 3 août 2012 | 16 h 18 | 1er tour       |
| Vendredi 3 août 2012 | 17 h 59 | Finales        |

## Résultats

### Qualification
Les dix équipes de quatre coureurs participent à un tour de qualifications. Les huit équipes avec les meilleurs temps se qualifient pour la suite de la compétition alors que les autres reçoivent un rang final basé sur le temps obtenu.
| Rang | Pays             | Cyclistes                                                                     | Temps          | Notes |
| ---- | ---------------- | ----------------------------------------------------------------------------- | -------------- | ----- |
| 1    | Grande-Bretagne  | Edward Clancy Geraint Thomas Steven Burke Peter Kennaugh                      | 3 min 52 s 499 | Q     |
| 2    | Australie        | Jack Bobridge Glenn O'Shea Rohan Dennis Michael Hepburn                       | 3 min 55 s 694 | Q     |
| 3    | Nouvelle-Zélande | Sam Bewley Westley Gough Marc Ryan Jesse Sergent                              | 3 min 57 s 607 | Q     |
| 4    | Danemark         | Lasse Norman Hansen Michael Mørkøv Rasmus Christian Quaade Casper von Folsach | 3 min 58 s 198 | Q     |
| 5    | Russie           | Ievgueni Kovalev Ivan Kovalev Alexei Markov Alexander Serov                   | 3 min 59 s 264 | Q     |
| 6    | Espagne          | Pablo Bernal Sebastián Mora David Muntaner Albert Torres                      | 4 min 2 s 113  | Q     |
| 7    | Colombie         | Juan Esteban Arango Edwin Ávila Arles Castro Weimar Roldán                    | 4 min 3 s 712  | Q     |
| 8    | Pays-Bas         | Levi Heimans Jenning Huizenga Wim Stroetinga Tim Veldt                        | 4 min 3 s 818  | Q     |
| 9    | Belgique         | Gijs Van Hoecke Dominique Cornu Jonathan Dufrasne Kenny De Ketele             | 4 min 4 s 053  |       |
| 10   | Corée du Sud     | Choi Seung-woo Jang Sun-jae Park Keon-woo Park Seon-ho                        | 4 min 7 s 210  |       |

### 1ertour
| Série | Rang | Pays             | Temps          | Notes |
| ----- | ---- | ---------------- | -------------- | ----- |
| 4     | 1    | Grande-Bretagne  | 3 min 52 s 743 |       |
| 3     | 2    | Australie        | 3 min 54 s 317 |       |
| 3     | 3    | Nouvelle-Zélande | 3 min 56 s 442 |       |
| 2     | 4    | Russie           | 3 min 57 s 237 |       |
| 4     | 5    | Danemark         | 3 min 57 s 396 |       |
| 1     | 6    | Espagne          | 3 min 59 s 520 |       |
| 2     | 7    | Pays-Bas         | 4 min 4 s 029  |       |
| 1     | 8    | Colombie         | 4 min 5 s 485  |       |

### Finales
| Course | Pays             | Temps               | Rang |
| ------ | ---------------- | ------------------- | ---- |
| Or     | Grande-Bretagne  | 3 min 51 s 659 (RM) | 1    |
| Or     | Australie        | 3 min 54 s 581      | 2    |
| Bronze | Nouvelle-Zélande | 3 min 55 s 952      | 3    |
| Bronze | Russie           | 3 min 58 s 282      | 4    |

### Match de classement
| Course     | Pays     | Temps         | Rang |
| ---------- | -------- | ------------- | ---- |
| 5-6e place | Danemark | 4 min 2 s 671 | 5    |
| 5-6e place | Espagne  | 4 min 2 s 746 | 6    |
| 7-8e place | Pays-Bas | 4 min 4 s 569 | 7    |
| 7-8e place | Colombie | 4 min 4 s 772 | 8    |